# Будинок Крістера
Будинок Крістера — колишній будинок київського підприємця Вільгельма Крістера, розташований у київській місцевості Крістерова гірка за адресою вул. Осиповського, 2-а. Має статус пам'ятки архітектури місцевого значення.
Користувачем об'єкта є Інститут харчової біотехнології та геноміки НАН України, на території якого розташована будівля. У 2011 році будівля була розібрана і відтоді перебуває на стадії відновлення.

## Опис і історія
Двоповерховий дерев'яний будинок, у якому жило кілька поколінь родини, Вільгельм Крістер збудував у 1880 році. За час свого існування будинок двічі добудовувався. З добудовами його габаритні розміри становили 34×12×10 м. Стіни будинку були зведені з бруса і зовні зашиті дошками. В оздобленні фасадів застосовувалися елементи неокласицизму. Головний вхід був обладнаний дерев'яним ґанком із різьбленими колонами, на які спирався трикутний фронтон. Деталі фасаду прикрашав дерев'яний прорізний декор.
У радянський час у будинку розміщувалися технікум, потім — адміністративні приміщення Інституту хлору, деякий час — склад отрутохімікатів. З 1960-х років будинок належить Інституту харчової хімії і технологій (нині — Інститут харчової біотехнології та геноміки НАН України). Але через брак відповідних умов утримання, вчасних ремонтних робіт та невизначеність статусу будинку як пам'ятки він став непридатним для експлуатації.

### Статус пам'ятки архітектури
У 2000 році будинок отримав статус щойно виявленої пам'ятки архітектури, але наступні десять років будинок і далі перебував в аварійному стані.
26 жовтня 2001 року наказом Головного управління охорони культурної спадщини № 143 будинок узято під охорону.

Будинок Крістера в напіврозібраному стані. Фото 2015 року

У 2010–2011 роках на замовлення користувача — Національної академії наук України — проведено натурні, архітектурні та історико-архівні дослідження, а також виконано докладну фотофіксацію та обмірні креслення споруди. Після цього у грудні 2011 року її розібрали. На основі проведених досліджень розробили наукову реконструкцію будинку та проєкт його реставрації, яким передбачено реставрацію пам'ятки зі збереженням усіх історичних нашарувань.
27 листопада 2014 року наказом Міністерства культури України № 1053 будинок був занесений до Державного реєстру нерухомих пам'яток України як пам'ятка архітектури місцевого значення, охоронний № 967-Кв.
Інститут харчової біотехнології та геноміки НАН України неодноразово звертався до Президії НАН України з проханням виділити кошти на проведення реставраційних робіт, проте не зміг отримати відповідного фінансування. Через це роботи з реставрації не проводилися.

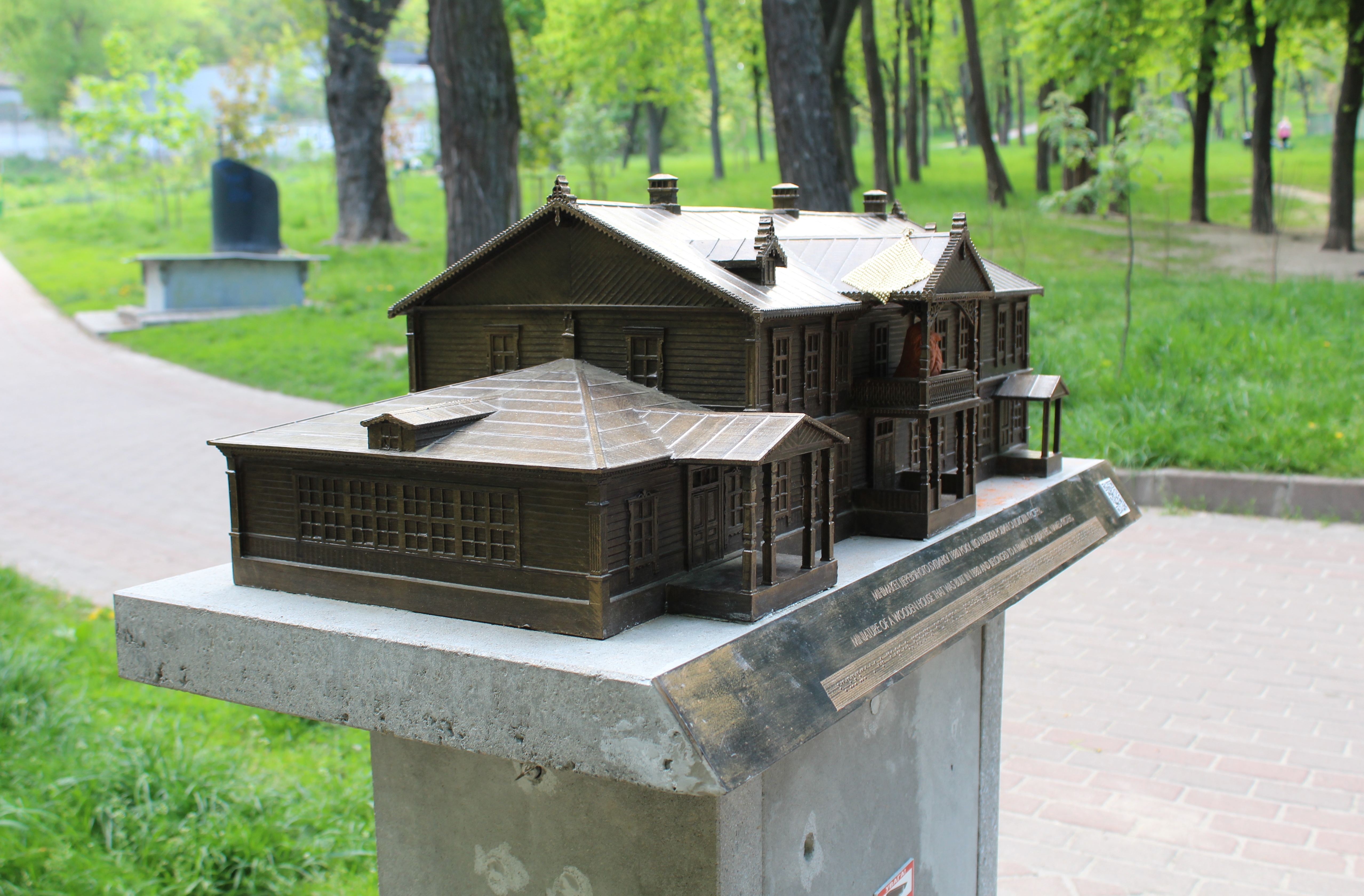
Мінімакет Будинку Крістера, 2022

### Мінімакет будинку
У 2020 році у Громадському бюджеті Києва переміг проєкт відтворення зменшеної копії Будинку Крістера і встановлення її у парку «Гірка Крістера», що біля кінотеатру Шевченка.
Мінімакет було виготовлено з дерева скульптором Василем Маркушем і встановлено у парку у грудні 2021 року. На встановленому мінімакеті розміщена табличка з описом українською та англійською мовами, а також шрифтом Брайля.
Наприкінці січня 2022 року постамент з мініатюрою було опрокинуто, але його відновили протягом кількох днів.[джерело?]